# Чорна пенелопа
Чорна пенелопа (Chamaepetes) — рід куроподібних птахів родини краксових (Cracidae). Включає два види. Поширені в Південній і Центральній Америці.

## Види
- Пенелопа вогнистогруда (Chamaepetes goudotii)
- Пенелопа чорна (Chamaepetes unicolor)